# Едипова ценонимфа
Едипова ценонимфа (лат. Coenonympha oedippus, рус. Сенница эдип) је врста лептира из породице шаренаца (лат. Nymphalidae).

## Распрострањење
Ареал Едипове ценонимфе обухвата већи број држава. Врста има станиште у Русији, Пољској, Немачкој, Шпанији, Италији, Мађарској, Украјини, Јапану, Монголији, Казахстану, Француској, Лихтенштајну, Словачкој, Аустрији, Швајцарској и Белгији.

## Угроженост
Ова врста је на нижем степену опасности од изумирања, и сматра се скоро угроженим таксоном.